# Songs from the Sun
Songs from the Sun er det andet studiealbum fra den danske folkpoptrio The White Album, der blev udgivet i 2017.
Albummet modtog tre ud af seks stjerner i musikmagasinet GAFFA.

## Spor
1. "Your Leaves Are Brown" - 2:43
2. "Radio" - 2:47
3. "The Rocks" - 3:15
4. "Running" - 3:39
5. "Staring At The Sun" - 3:28
6. "One By One" - 5:30
7. "Shout It Out" - 3:08
8. "For Us To Break Free" - 3:08
9. "Play Dead" - 3:55
10. "Marathon" - 3:43
11. "As She Drinks" - 2:36
12. "Walking On A Fine Line" - 4:07
13. "The Puzzle" - 3:32